# Wallrath (Jüchen)
Wallrath ist ein Stadtteil von Jüchen in Nordrhein-Westfalen.

## Geschichte
Wallrath wurde erstmals 1301 in einem Grundstückskaufvertrag erwähnt. Seinerzeit verkaufte Gerhard V. (Jülich) alle seine Güter, die in Wallrath und Schelsen lagen einem Bernhard von Wech und seinen Erben. Die Urkunde liegt heute im Stadtarchiv von Neuss.
Ein weiterer Beleg für die frühe Nennung der Ortschaft ist ein Siegel mit der Aufschrift: „LATH SIGIL 1554 WALRATH“.
Der Ortsteil hat heute 195 Einwohner (Stand 30. November 2023).